# Henric Gideon Coyet
Henric Gideon Coyet, född 1725, död 1774, var en svensk militär och fästningsbyggare. Han var far till Carl Fredrik Coyet.
Coyet blev löjtnant vid artilleriet 1751, kapten vid arméns flotta 1761, major 1765, samt överstelöjtnant 1773 med förläggning till Sveaborgseskadern. Han deltog 1748-1756 i befästningsarbetena på Sveaborg. Till sin politiska övertygelse var Coyet hatt.